# 에이프로젠바이오로직스
에이프로젠바이오로직스(Aprogen Biologics Inc.)는 바이오 원료의약품 위탁생산 회사이다. 슈넬세프트리악손주, 락타목스 등의 항생제를 비롯하여 항류마티스제인 네오히알주 등을 주요 제품으로 생산한다. 순환기제, 소화기제, 소염진통제 등도 생산하고 있다.

## 역사
1960년 설립되어 1984년 상장되었다. 2024년 최대주주를 대상으로 600억 규모(발행가액은 908원)의 유상증자와 400억원 규모의 전환사채(CB) 발행(전환가액 주당 1049원)하였다
2024년 410억원을 투자해 지오릿에너지의 경영권을 인수하였고 사명을 엡트레이지 뉴로사이언스(APTRAYGE Neuroscinece)로 변경할 예정이다

## 실적
실적은 매우 좋지 못한 편이다. 2012년에는 -249억원의 순손실을 기록했으며 2013년에는 -209억원의 순손실을 기록했다. 재무 상황이 좋지 못해 2013년에는 임직원 수를 231명에서 65명을 줄여 166명으로 만들었다. 그럼에도 불구하고 2014년에도 -54억원의 순손실을 냈다. 2011년부터 2015년까지 한번도 흑자를 내본 일이 없다.

## 동전주 테마
실적이 좋지 못함에도 불구하고 슈넬생명과학은 증시에서 많은 관심을 모은 종목인데 그 이유는 2015년 급등한 소위 동전주 테마 중 가장 먼저 상승한 종목이기 때문이다.
슈넬생명과학은 2015년 6월 상한가 및 하한가 제한이 30%로 확대된 직후 무상감자 및 회사매각 추진 등을 호재로 급등, 7월까지 무려 10배가량 상승했다. 7월에 슈넬생명과학의 급등세가 꺾인 이후에는 다른 동전주들이 급등하기 시작했다. 이들을 통칭 동전주 테마라고 부른다.
슈넬생명과학과 함께 동전주 테마주로 분류되는 것에는 케이디건설, 지엠피, 미래산업, 주연테크, 웨이포트, 큐캐피탈 등이 있다. 가격제한폭 확대 이후 거래량이 적은 우선주들이 급등하여 수혜를 입은 이후 그 상승세가 동전주로 옮겨간 것이다.

## 같이 보기
- 동전주
- 동전주 테마
- 테마주
- 지오릿에너지